# Beagle (программа)
Beagle (от бигль — порода собак, гончая, ищейка; произносится /ˈbiːɡəl/) — система поиска для Linux и других UNIX‐подобных систем, позволяющая искать документы, журналы бесед, письма, контакты. По функциональности Beagle напоминает такие программы, как Spotlight, Home Search, Google Desktop и персональный поиск Яндекса.
Beagle написан на C#, с использованием Mono. Он использует систему индексирования Lucene, портированную на .NET, а также подсистему ядра Linux inotify. Beagle содержит графический пользовательский интерфейс, написанный с использованием GTK#, но также существует KDE‐интерфейс Kerry.

## Возможности
Beagle может искать в содержимом документов и в метаданных (например ID3‐теги в MP3 или комментарии к JPEG‐файлам). Поддерживаются следующие типы файлов:
- Приложения
- Архивы (ZIP, tar, gzip, bzip2) и их содержимое
- Беседы (Pidgin, Kopete и IRC)
- Документы (текстовые, AbiWord, OpenOffice.org (sxw, sxc, sxi и т. д.), OpenDocument, Microsoft Office, PDF, RTF, HTML)
- E-mail‐письма и контакты (из Novell Evolution, Mozilla Thunderbird и KMail)
- Файлы помощи (Texinfo, man (команда Unix))
- Изображения (PNG, JPEG, TIFF, GIF, SVG)
- Музыкальные файлы (MP3, Ogg, FLAC)
- Заметки Tomboy, KNotes, и Labyrinth
- Ленты RSS (используя Blam, Liferea или Akregator)
- Исходный код (C, C++, C#, Fortran, Java, JavaScript, Pascal, Perl, PHP, Python и т. д.)
- Видеофайлы (через MPlayer или GNOME Videos)
- Посещённые страницы (Mozilla Firefox, Konqueror, Epiphany)

Beagle также может индексировать другие форматы файлов, используя сторонние модули.